# ایر میکونگ
ایر میکونگ (ویتنامی: Công ty Cổ phần Hàng không Mê Kông) شرکت هواپیمایی ویتنامی است، که در سال ۲۰۰۹ تأسیس شد.